# Aspitates kitti
Aspitates kitti är en fjärilsart som beskrevs av Karl Schawerda 1925. Aspitates kitti ingår i släktet Aspitates och familjen mätare. Inga underarter finns listade i Catalogue of Life.